# Arnold Busson

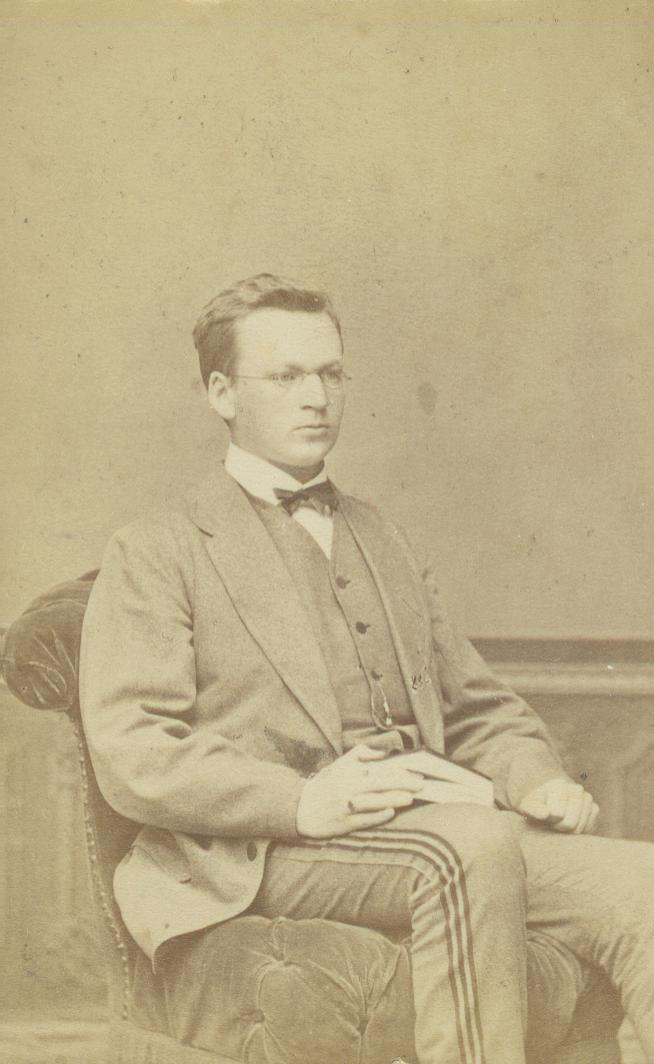
Arnold Busson

Arnold Busson (* 28. Mai 1844 in Münster; † 7. Juli 1892 in Graz) war ein deutsch-österreichischer Historiker.

## Leben
Busson studierte nach dem Abitur in Münster an der Universität Innsbruck Geschichte und wurde Mitglied des Corps Athesia Innsbruck. Zu seinen akademischen Lehrern gehörte in Innsbruck Julius Ficker. 1863 wechselte er an die Universität Göttingen. Er hörte nationalökonomische Vorlesungen  bei Georg Waitz und Johann von Helferich. 1866 wurde er in Göttingen mit einer Arbeit über die Doppelwahl von 1256/57 bei Georg Waitz zum Dr. phil. promoviert. Er ging an die Universität Berlin und wurde Mitglied der von Johann Gustav Droysen geleiteten Historischen Gesellschaft.
An der Universität Innsbruck wurde Busson Privatdozent (1867), a.o. Professor (1871) und 1872 o. Professor für Allgemeine Geschichte. 1886/87 war er Rektor. 1891 folgte er dem Ruf der Universität Graz auf ihren Lehrstuhl für Allgemeine Geschichte.

## Forschungsschwerpunkte
In seinen geschichtlichen Forschungen arbeitete Busson insbesondere über die deutsche und italienische Geschichte des 13. und 14. Jahrhunderts. Er erstellte wesentliche Beiträge zur Numismatik und Heraldik Tirols.

## Familie
Arnold Busson war verheiratet mit Emma geb. Ney. Zwei seiner Kinder waren der Schriftsteller und Journalist Paul Busson und der Bergingenieur und Jurist Felix Busson.

## Auszeichnungen
- Korrespondierendes Mitglied der Kaiserlichen Akademie der Wissenschaften
- Ehrenmitglied der Allgemeinen Geschichtsforschenden Gesellschaft der Schweiz

## Veröffentlichungen (Auswahl)
- Die Doppelwahl des Jahres 1257 und das römische Königthum Alfons X. von Castilien. Ein Beitrag zur Geschichte des grossen Interregnums. Aschendorff, Münster 1866 (Digitalisat; Dissertation), (Digitalisat).
- Conrad von Staufen, Pfalzgraf bei Rhein. (1156–1195). In: Annalen des Historischen Vereins für den Niederrhein, insbesondere die alte Erzdiöcese Köln. Heft 19, 1968, S. 1–36.
- Über einen Plan an Stelle Wilhelms von Holland Ottokar von Böhmen zum römischen König zu wählen. In: Archiv für österreichische Geschichte. Bd. 40, 1869, S. 131–155.
- Die florentinische Geschichte der Malespini und deren Benutzung durch Dante. Wagner, Innsbruck 1869 (Digitalisat).
- Fortsetzung der Reichsgeschichte von Joseph Eutych Kopp (II. Band, 2. Hälfte für die Jahre 1273–1291), 1871.
- Zur Geschichte des grossen Landfriedensbundes deutscher Städte 1254. Wagner, Innsbruck 1874 (Digitalisat).
- Die Idee des deutschen Erbreichs und die ersten Habsburger. In: Sitzungsberichte der Kaiserlichen Akademie der Wissenschaften. Philosophisch-Historischen Classe. Bd. 88, Heft 3, 1877, S. 635–725.
- Der Krieg von 1278 und die Schlacht bei Dürnkrut. In: Archiv für österreichische Geschichte. Bd. 62, Hälfte 1, 1880, S. 1–145.
- Salzburg und Böhmen vor dem Kriege von 1276. In: Archiv für österreichische Geschichte. Bd. 65, Hälfte 2, 1884, S. 255–305.
- Zu Nikolaus III. Plan einer Theilung des Kaiserreiches. In: Mitteilungen des Instituts für Oesterreichische Geschichtsforschung. Bd. 7, 1886, S. 156–159.
- Versprechen des Markgrafen Otto III. von Brandenburg an Ottokar von Böhmen betreffs der römischen Königswahl (1262). In: Mitteilungen des Instituts für Oesterreichische Geschichtsforschung. Bd. 7, 1886, S. 636–642.
- Die Sage von Max auf der Martinswand und ihre Entstehung. In: Sitzungsberichte der Kaiserlichen Akademie der Wissenschaften. Philosophisch-Historischen Classe. Bd. 116, 1888, S. 455–500.